# 小花山桃草
小花山桃草（学名：Gaura parviflora）为柳叶菜科山桃草属下的一个种。其种加词“parviflora”意为“小花的”。
现归属月见草属，接受名为Oenothera curtiflora W.L.Wagner & Hoch, 2007。